# 円蔵寺 (葛飾区)
円蔵寺（えんぞうじ）は、東京都葛飾区にある浄土宗の寺院。

## 歴史
江戸時代初期、走蓮社頓誉円鏡または深蓮社信誉智閑によって開山された。1704年（宝永元年）の洪水と1888年（明治21年）の火災で記録を失ってしまったため、開山の経緯が錯綜している。
現在の本堂は、1898年（明治31年）に再建したものである。

## 交通アクセス
- 西水元四丁目バス停より徒歩2分（経路案内）。
- 八潮駅より徒歩30分（経路案内）。